# Estadio Víctor Manuel Reyna
Das Estadio Zoque Víctor Manuel Reyna ist ein Fußballstadion mit Leichtathletikanlage in der mexikanischen Stadt Tuxtla Gutiérrez im Bundesstaat Chiapas. Es dient als Heimspielstätte des mexikanischen Erstligavereins Chiapas FC sowie von Atlético Chiapas aus der dritten Liga. Das Stadion trägt die Spitznamen La Selva Jaguar (deutsch Jaguar Dschungel) und Selva de Chiapas (deutsch Dschungel von Chiapas).

## Geschichte
Benannt wurde es zu Ehren des Physik- und Englischlehrers Victor Manuel Reyna (1910–1973), der den Fußball in Chiapas entscheidend vorangebracht hat. Sein Augenmerk galt nicht allein sportlichen Aspekten, sondern es ging ihm in erster Linie darum, die jungen Menschen auch in sozialer Hinsicht zu fördern. Er gilt als der „Vater des Fußballs in Chiapas“.
Das Stadion wurde von 1982 bis 1984 für rund 6.000 Zuschauer errichtet und nach der Entscheidung, die Erstligalizenz für einen neu zu formenden Fußballclub namens Jaguares de Chiapas zu erwerben, auf eine Kapazität von knapp 27.500 Plätzen erweitert.
Eingeweiht wurde das erweiterte Stadion bei einem Punktspiel der mexikanischen Primera División zwischen den einheimischen Jaguares und Mexikos populärstem Verein Chivas Guadalajara, das 1:1 endete. Omar Bravo hatte die Gäste in der 23. Minute in Führung gebracht und war somit der erste Torschütze in dem neuen Stadion.
Im Jahr 2014 wurden rund 30 Millionen MXN in eine Stadionrenovierung investiert und das Platzangebot auf 32.000 erhöht.